# Stanisław Bastgen
Stanisław Bastgen (ur. 5 lutego 1862 w Romanowie, zm. 6 czerwca 1920 w Stryju) – pułkownik piechoty Wojska Polskiego.

## Życiorys
Urodził się 5 lutego 1862 w Romanowie, w ówczesnym powiecie bóbreckim Królestwa Galicji i Lodomerii, w rodzinie Karola (ur. 1821) i Albiny von Wysockiej (zm. 1880). Miał dziesięcioro rodzeństwa, a wśród nich Demetriusza (ur. 1856), majora cesarsko-królewskiej Obrony Krajowej, a następnie pułkownika Wojska Polskiego oraz Leona (ur. 1861), porucznika cesarskiej i królewskiej Armii, a później kapitana Wojska Polskiego. Jego bratankami byli Lucjan Bastgen (1882–1972), major artylerii Wojska Polskiego i Tadeusz Bastgen (1897–1962), podpułkownik dyplomowany Wojska Polskiego.
W latach 1873–1880 uczęszczał do siedmioklasowej c. k. Wyższej Szkoły Realnej we Lwowie.
Jesienią 1882 rozpoczął zawodową służbę wojskową w c. i k. Armii. Został wcielony do Węgierskiego Pułku Piechoty Nr 5, który wówczas stacjonował w Miszkolcu. W 1886 został przeniesiony do Galicyjskiego Pułku Piechoty Nr 9, który wówczas stacjonował we Lwowie, a później w Jarosławiu i Przemyślu. W latach 1889–1894 pełnił służbę na stanowisku oficera w pułkowej Komendzie Okręgu Uzupełnień Stryj. W 1898 został przeniesiony do Czeskiego Pułku Piechoty Nr 94 w Terezinie (niem. Theresienstadt). W 1903 został przeniesiony do Galicyjskiego Pułku Piechoty Nr 80 we Lwowie. W latach 1907–1909 był przydzielony ze swojego pułku do Komendy 11 Korpusu we Lwowie. W 1910 został wyznaczony na stanowisko komendanta kadry batalionu zapasowego, a w następnym roku został przesunięty na stanowisko komendanta Okręgu Uzupełnień Złoczów. Na tym stanowisku wziął udział w mobilizacji sił zbrojnych Monarchii Austro-Węgierskiej, wprowadzonej w związku z wojną na Bałkanach.
W czasie służby w c. i k. Armii awansował na kolejne stopnie: kadeta (starszeństwo z 1 września 1882), kadeta-zastępcy oficera (1884), porucznika (starszeństwo z 1 listopada 1886), nadporucznika (starszeństwo z 1 maja 1890), kapitana 2. klasy (starszeństwo z 1 maja 1898), kapitana 1. klasy (1900 ze starszeństwem z 1 maja 1898), majora (starszeństwo z 1 listopada 1910), podpułkownika.
W listopadzie 1918 został wyznaczony na stanowisko komendanta gmachu Polskiej Komendy Wojskowej w Krakowie. 12 czerwca 1919 minister spraw wojskowych ustanowił go komendantem Powiatowej Komendy Uzupełnień Stryj. 7 lipca 1919 został formalnie przyjęty do Wojska Polskiego z byłej armii austro-węgierskiej, z zatwierdzeniem posiadanego stopnia pułkownika, zaliczony do I Rezerwy armii z jednoczesnym powołaniem do służby czynnej na czas wojny i przydzielony do PKU Stryj. 22 maja 1920 został zatwierdzony z dniem 1 kwietnia 1920 w stopniu pułkownika piechoty, w grupie oficerów byłej armii austriacko-węgierskiej. Zmarł 6 czerwca 1920 w Stryju, w następstwie choroby.
Stanisław Bastgen 15 maja 1889 zawarł małżeństwo z Julią Paszków (1886–1891), z którą miał syna Zdzisława Juliana (ur. 15 stycznia 1891 w Stryju). 16 kwietnia 1893 ożenił się po raz drugi z Wandą Józefą z Radzikiewiczów.

## Odznaczenia
W czasie służby w c. i k. Armii otrzymał:
- Brązowy Medal Zasługi Wojskowej na czerwonej wstążce,
- Krzyż za 25-letnią służbę wojskową dla oficerów,
- Złoty Medal Jubileuszowy Pamiątkowy dla Sił Zbrojnych i Żandarmerii,
- Krzyż Jubileuszowy Wojskowy,
- Krzyż Pamiątkowy Mobilizacji 1912–1913[26].